# Kommunalwahlen in Baden-Württemberg 2024
Die Kommunalwahlen in Baden-Württemberg 2024 fanden am 9. Juni 2024 statt. Am selben Tag wurde auch die Europawahl durchgeführt.
Neu gewählt wurden die Mitglieder aller Kreisräte in den 35 Landkreisen, die Gemeinderäte und Ortschaftsräte in den 1101 Städten und Gemeinden Baden-Württembergs sowie die Mitglieder der Regionalversammlung des Verbands Region Stuttgart.

## Wahlrecht
Das aktive Wahlrecht hatten alle Deutschen und Unionsbürger, die das 16. Lebensjahr vollendet und seit mindestens drei Monaten ihren Hauptwohnsitz in der jeweiligen Gemeinde hatten. Außerdem durften wohnsitzlose Menschen wählen, die ihren gewöhnlichen Aufenthalt in der jeweiligen Gemeinde hatten. Wählbar waren alle Deutschen und Unionsbürger mit Wohnsitz in der jeweiligen Kommune, die das 16. Lebensjahr vollendet hatten. Erstmals stand nicht mehr die vollständige Adresse der Kandidaten in den Wahlbekanntmachungen und auf den Stimmzetteln, sondern nur noch der Wohnort, bei Gemeinderats- und Ortschaftsratswahlen auch der Ortsteil.

## Ergebnisse
Da die Auszählung der Europawahl und der Regionalversammlung des Verbands Region Stuttgart Vorrang haben und die Wählerschaft die Möglichkeit zum Kumulieren und Panaschieren hatte, dauert die Auszählung mehrere Tage.
Am 14. Juni 2024 – fünf Tage nach der Durchführung der Kommunalwahlen in Baden-Württemberg – veröffentlichte das Statistische Landesamt Baden-Württemberg das vorläufige Ergebnis. Von den 8.526.990 Wahlberechtigten haben 5.190.951 ihre Stimme abgegeben. Dies entspricht einer Wahlbeteiligung von 60,9 Prozent. Gegenüber den Kommunalwahlen in Baden-Württemberg 2019 stieg die Wahlbeteiligung um 2,3 Prozent. Von den abgegebenen Stimmen waren 155.509 ungültig (3,0 Prozent).
In der Landeshauptstadt Stuttgart hat die CDU die meisten Stimmen erhalten, gefolgt von den Grünen. Auch in der Großstadt Mannheim konnte die CDU die meisten Stimmen erzielen. In den Großstädten Karlsruhe, Heidelberg, Ulm, Freiburg im Breisgau und Tübingen haben die Grünen jeweils die meisten Stimmen erhalten und sind somit in diesen Städten stärkste Kraft. Hingegen wurde in der Großstadt Pforzheim die AfD stärkste Kraft; in den Städten Rastatt und Göppingen wurde die AfD jeweils zweitstärkste Partei.

### Gemeinderatswahlen
In den baden-württembergischen Rathäusern waren 18.540 Mandate zu vergeben. Bei den Gemeinderatswahlen haben Wählervereinigungen mit 36,9 Prozent die meisten Stimmen und mit 8205 Mandaten die meisten Sitze in den baden-württembergischen Rathäusern erhalten. Die CDU ist mit 24,2 Prozent zweitplatzierte Kraft und erhielt 4015 Sitze. Die SPD erhielt 11,9 Prozent (1632 Sitze), gefolgt von den Grünen (11,5 Prozent, 1120 Sitze). Die AfD erreichte 4,2 Prozent und 342 Sitze. Die FDP erhielt 3,6 Prozent der abgegebenen Stimmen (334 Sitze), gefolgt von der Linke mit 1,1 Prozent (44 Sitze). Die gemeinsamen Wahlvorschläge von Parteien und Wählervereinigungen erzielten 3,3 Prozent, andere Parteien 3,2 Prozent.
| Partei                                                         | Prozent | Veränderung zu 2019 in % | Sitze Rathäuser |
| -------------------------------------------------------------- | ------- | ------------------------ | --------------- |
| Wählervereinigungen                                            | 36,9    | −2,3                     | 8205            |
| Christlich Demokratische Union Deutschlands (CDU)              | 24,2    | +1,4                     | 4015            |
| Sozialdemokratische Partei Deutschlands (SPD)                  | 11,9    | −1,5                     | 1632            |
| Bündnis 90/Die Grünen (Grüne)                                  | 11,5    | −1,4                     | 1120            |
| Alternative für Deutschland (AfD)                              | 4,2     | +2,3                     | 342             |
| Freie Demokratische Partei (FDP)                               | 3,6     | −0,3                     | 334             |
| Die Linke (Linke)                                              | 1,1     | −0,3                     | 44              |
| gemeinsame Wahlvorschläge von Parteien und Wählervereinigungen | 3,3     | −0,3                     | 634             |
| andere Parteien                                                | 3,2     | +2,3                     | 348             |
| Gesamt                                                         |         | —                        | 18.540          |

### Kreistagswahlen
Bei den Kreistagswahlen erhielt die CDU mit 30,2 Prozent die meisten Stimmen. Die Wählervereinigungen sind mit 23,9 Prozent zweitstärkste Kraft. Die Grünen (drittplatziert) und die SPD (viertplatziert) erhielten jeweils 12,7 Prozent. Knapp dahinter liegt die AfD mit 11,7 Prozent. Die FDP erzielte 5,3 Prozent, Die Linke 1,3 Prozent. Von den insgesamt 2272 Sitzen in den Kreistagen wurden 694 Sitze der CDU zugesprochen, 540 den Wählervereinigungen, 290 den Grünen, 289 der SPD, 272 der AfD, 111 der FDP und 23 Sitze der Linke. 31 Sitze gingen an andere Parteien. 22 Sitze erhielten gemeinsame Wahlvorschläge von Parteien und Wählervereinigungen.
| Partei                                                         | Prozent | Sitze Kreistage |
| -------------------------------------------------------------- | ------- | --------------- |
| Christlich Demokratische Union Deutschlands (CDU)              | 30,2    | 694             |
| Wählervereinigungen                                            | 23,9    | 540             |
| Bündnis 90/Die Grünen (Grüne)                                  | 12,7    | 289             |
| Sozialdemokratische Partei Deutschlands (SPD)                  | 12,7    | 290             |
| Alternative für Deutschland (AfD)                              | 11,7    | 272             |
| Freie Demokratische Partei (FDP)                               | 5,3     | 111             |
| Die Linke (Linke)                                              | 1,3     | 23              |
| andere Parteien                                                | 7,6     | 31              |
| gemeinsame Wahlvorschläge von Parteien und Wählervereinigungen |         | 22              |
| Gesamt                                                         |         | 2272            |